# Lovex
Lovex — рок-гурт з Тампере, Фінляндія.

## Історія гурту
Назва Lovex складається з двох слів «love» та «ex».
Гурт створений взимку 2001—2002 років, коли давно знайомі один з одним музиканти Vivian, Sammy та Jason, які грали в різних групах протягом декількох років, вирішили створити власний рок-гурт. Спочатку вокалістом був Юссі Село (Jussi Selo), який пізніше перейшов до Uniklubi. Склад гурту остаточно сформувався у 2004 році, коли новим вокалістом став Theon. Популярність до Lovex прийшла в 2005 році з виходом дебютних синглів «Bleeding» і «Guardian Angel», які потрапили до ефіру фінських радіостанцій. «Guardian Angel» протримався в офіційному чарті синглів 13 тижнів.
Перший альбом гурту Divine Insanity був записаний на студії Inkfish і випущений 1 березня 2006. В Німеччині, Швейцарії та Австрії реліз синглу «Guardian Angel» відбувся 5 січня 2007, а самого альбому — 16 лютого. Lovex випустили свій альбом також і в Японії (17 вересня 2007 року).
У кінці 2006 гурт підписав контракт з GUN Records, а влітку 2007 — з Toshiba EMI.
У відбірковому турі Євробачення 2007 у Фінляндії Lovex зайняли третє місце з піснею «Anyone, Anymore».
У квітні (у Німеччині — 2 травня, в Японії — 21 травня) 2008 випущений другий альбом під назвою Pretend or Surrender. Перший сингл з нового альбому «Take a Shot» навесні 2008 був найпопулярнішою піснею на фінському радіо.
У січні 2010 Lovex розмістили демо-запис «Marble Walls» на своїй сторінці на Myspace, яка входить до третього студійного альбому групи. Влітку 2010 року Lovex почали роботу над своїм третім альбомом під назвою Watch Out!. 8 жовтня Vivian повідомив через Facebook, що альбом вже завершений, єдине над чим продовжувалася робота — це обкладинка альбому. На початку 2011 Lovex повідомили, що випуск альбому призначений на 5 травня 2011. Альбом Watch Out! був також випущений в Японії 6 липня 2011. В японській версії нового альбому буде також версія пісні «U.S.A.» разом з Miyavi. 11 лютого відбувся реліз синглу «Slave For The Glory», а 14 квітня відбулася прем'єра відео на нього. 5 квітня була закінчена робота над обкладинкою альбому. 25 квітня Lovex почали роботу над новим відео на пісню «U.S.A», який офіційно був представлений 7 червня 2011 року.

## Учасники
- Theon (справжнє ім'я Torsti Mäkinen) — вокал
- Vivian Sin’Amor (Risto Solopuro) — гітара
- Christian (Teppo Kristian Toivonen) — клавішні
- Julian Drain (Juho Järvensivu) — ударні
- Sammy Black (Sami Saarela) — гітара
- Jason (Timo Karlsson) — бас

## Дискографія
- Divine Insanity (2006)
- Pretend or Surrender (2008)
- Watch Out! (2011)